# Threipmuir Reservoir
Threipmuir Reservoir är en reservoar i Storbritannien.   Den ligger i riksdelen Skottland, i den centrala delen av landet, 500 km norr om huvudstaden London. Threipmuir Reservoir ligger 252 meter över havet. Arean är 0,36 kvadratkilometer. Trakten runt Threipmuir Reservoir består i huvudsak av gräsmarker. Den sträcker sig 0,8 kilometer i nord-sydlig riktning, och 1,1 kilometer i öst-västlig riktning.